# Yelena Oleinikova
Yelena Oleinikova (Rusia, 9 de diciembre de 1976) es una atleta rusa retirada especializada en la prueba de triple salto, en la que ha logrado ser medallista de bronce europea en 2002.

## Carrera deportiva
En el Campeonato Europeo de Atletismo de 2002 ganó la medalla de bronce en el triple salto, con un salto de 14.54 metros, siendo superada por la británica Ashia Hansen (oro con 15.00 metros) y la finlandesa Heli Koivula (plata).